# Marietta Robusti
Marietta Robusti, a veces conocida como Tintoretta (Venecia, c. 1554-1590), fue una pintora italiana, hija de Jacopo Comin, Tintoretto.

## Biografía
Apodada La Tintoretta, aprendió a pintar en el taller de su padre, Jacopo Comin, del que era hija ilegítima. Carlo Ridolfi, en su Vitta di Tintoretto (1642) cuenta que seguía a su progenitor a todas partes vestida de muchacho. Siendo su preferida, la instruyó también en canto y ejecución del clavicémbalo, clavicordio y laúd. Ridolfi es la única referencia bibliográfica contemporánea que dejó detalles de su vida.
Víctima de las convenciones de su época, que dictaban que las mujeres permanecieran en la privacidad de la esfera doméstica, no siendo bienvenidas en la escena pública de la producción y venta de arte, Marietta nunca recibió encargos públicos que le permitieran demostrar su valía como artista. Se especializó en pinturas de pequeño formato, principalmente retratos de uso privado. Muy pocas obras pueden serle atribuidas con seguridad, tal vez solo el Autorretrato conservado en los Uffizi. En el Museo del Prado se conserva un retrato de dama. En la Gemäldegalerie de Dresde se encuentra la que podría ser su única obra firmada ‹MR›, el Retrato de dos hombres. 
Algunas pequeñas obras religiosas podrían serle atribuidas: dos Virgen con el Niño, ambas en el Museo de Cleveland. También hay indicios de una importante colaboración en obras firmadas por su padre, la más evidente estaría en la Santa Inés resucitando a Licinio (Santa Maria dell'Orto, Venecia, 1578-79). En la Colección Rassini de Milán se guardan dos dibujos probablemente ejecutados en el taller de Tintoretto.
Según Ridolfi, su talento como artista llamó la atención de soberanos como Maximiliano II de Austria o Felipe II de España, que reclamaron sus servicios como pintora de cámara. Sin embargo, el celoso amor paterno, que la retenía siempre a su lado, impidieron la realización de estos proyectos.

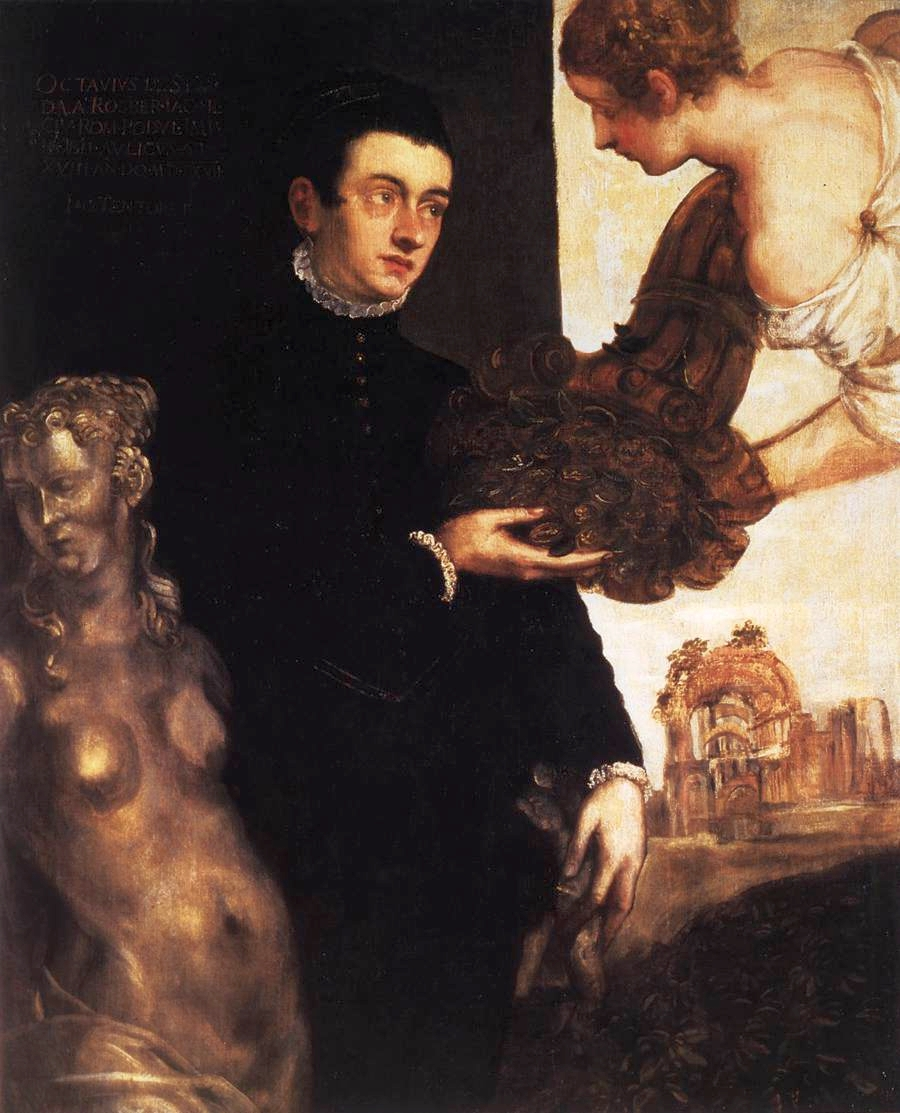
Retrato de Octavio Strada.

Su padre la casó alrededor de 1578 con un orfebre y joyero local, Mario Augusta, de quien concibió una hija, Orsola Benvenuta, que fue bautizada el 9 de abril de 1580.  Marietta falleció durante su segundo parto en 1590. Sus restos fueron enterrados en la capilla familiar de la iglesia veneciana de Santa Maria dell'Orto, donde su padre y hermano Doménico serían enterrados junto a ella más adelante.

## Obras destacadas
- Autorretrato (1580, Uffizi, Florencia)
- Retrato de mujer (Uffizi, Florencia)
- Dama veneciana (Museo del Prado, Madrid)
- Santa Inés resucita a Licinio (1578-79, Santa Maria dell'Orto, Venecia), obra firmada por Jacopo Tintoretto, pero con evidentes intervenciones de otra mano, probablemente las de su hija Marietta.
- Retrato de Ottavio Strada (1567-68, Stedelijkmuseum, Ámsterdam)
- Retrato de dos hombres (Gemaldegälerie, Dresde), firmada ‹MR›
- Retrato de dama como Flora (Gemaldegälerie, Wiesbaden), dudoso.
- Retrato de anciano y muchacho (1585, Kunsthistorisches Museum, Viena)